# Prepositura dei Santi Jacopo e Filippo
La prepositura dei Santi Jacopo e Filippo è un luogo di culto cattolico di Scarperia, in provincia di Firenze. Sorge in Piazza de' Vicari, davanti al Palazzo dei Vicari.

## Storia e descrizione
L'attuale edificio divenne sede della parrocchia dei Santi Jacopo e Filippo solamente nel 1808, quando il convento agostiniano di San Barnaba, cui la chiesa era annessa dall'inizio del XIV secolo, fu soppresso in seguito alle ordinanze napoleoniche. L'edificio ha subito numerosi interventi fino a quello radicale del 1870-1871, che interessò sia l'esterno che l'interno. Il campanile fu ultimato nel 1935.
A navata unica, con altari laterali, è chiusa in fondo da un coro absidato in cui si aprono cappelle. 
All'interno si conservano alcune opere notevoli, tra cui, al primo altare, una tela con San Tommaso di Villanova, elemosiniere dell'ordine domenicano, dipinto già attribuito a Mirabello Cavalori, ma in realtà non cinquecentesco poiché documentato e realizzato su commissione del frate agostiniano Antonio Bevilacqua per l'altare fatto erigere appositamente e datato 1642 sui plinti alla base delle colonne. La tela, che mescola qualche ricordo ancora manierista con un naturalismo e un chiaroscuro pienbamente secentesco, è più probabilmente opera di Sigismondo Coccapani.
In chiesa sono anche due tele di Matteo Rosselli e il Crocifisso in legno che alcuni attribuiscono ad Andrea Sansovino.
Nella cappella a destra del presbiterio si trova il tondo con ricca cornice intagliata che include il bassorilievo marmoreo con la Madonna col Bambino, opera di Benedetto da Maiano databile al 1495-96 circa, che presenta il tipico modellato dello scultore, monumentale ed insieme delicato. Il bassorilievo, che riprende la simile composizione della Tomba Strozzi in Santa Maria Novella a Firenze, fu anche fonte di ispirazione per Michelangelo (la testa di questa Madonna è simile alle sue della Pietà vaticana e della Madonna di Bruges) che probabilmente poté vederlo nel suo breve soggiorno fiorentino del 1495-96.